# Christian Esser
Christian Joseph Hubert Esser, né le 17 mai 1886 et décédé le 21 avril 1952 fut un homme politique belge catholique.
Esser fut directeur d'une caisse d'assurances.
Il fut élu conseiller communal d'Eynatten en 1921, puis en devint bourgmestre (1922); élu conseiller provincial de la province de Liège (1925-1927) et coopté sénateur (1927-1929) en suppléance de Georges Theunis.

## Sources
- sa bio sur ODIS